# Drasteria mongoliensis
Drasteria mongoliensis är en fjärilsart som beskrevs av Edward P. Wiltshire 1969. Drasteria mongoliensis ingår i släktet Drasteria och familjen nattflyn. Inga underarter finns listade i Catalogue of Life.